# Sverre Blix
Sverre Blix (29 agosto 1885 – 17 febbraio 1967) è stato un calciatore norvegese, di ruolo centrocampista.

## Carriera

### Club
Blix vestì la maglia del Mercantile.

### Nazionale
Disputò una partita per la Norvegia, precisamente la seconda della storia della Nazionale: l'11 settembre 1910, infatti, giocò nella sconfitta per 0-4 contro la Svezia.